# Владимир Голубовић (музичар)
Владимир Голубовић Влајко (Београд, 4. јануар 1957) српски је бубњар.

## Каријера
Музичку каријеру започео је 1970. године у Београду, а први бенд у коме је свирао направљен је за потребе школских приредби. Током прве године похађања гимназије придружио се бенду МАКС, са којим је свирао по околини Београда, актуелне југословенске и светске музичке хитове. Упоредо са тим, Голубовић је свирао у оркестру Фолксдојчера у ТВ серији Салаш у Малом Риту. Године 1973. напустио је групу МАКС и прешао у групу Тилт, где је био бубњар. Са групом Тилт свирао је по Србији, више пута у Дому омладине Београда, а једно време бенд је свирао и као пратећи вокал Бранка Марушића Чутуре. Група је 1977. године престала са радом, а Голубовић је након тога постао члан групе Сунцокрет.
Са групом Сунцокрет, Голубовић је снимио три сингл плоче: Имам песму за све људе/Човек кога знам (1978), Длакаво чудо/Ноћна птица (1979), Свиће нови дан/Твоја мама гунђа против мене (1979). Током 1978. године свирао је половину југословенске турнеје са групом Сунцокрет и са њима наступао на Бум фестивалу.
Године 1979 Голубовић одлази на одслужење војног рока у Бјеловар, а по повратку 1980. године свирао је паралелно фолк и џез музику.
Током 1982. године свирао је заједно са Златком Пејаковићем на турнеји по Совјетском Савезу, а 1983. године на позив Рајка Којића приступа бенду Рибља чорба, у којем је свирао од 9. априла 1983. до 2. јуна 1984. године, до краја југословенске турнеје бенда. Са Рибљом чорбом, Голубовић је снимио албум Вечерас вас забављају музичари који пију, а 1983. године свирао је бубњеве на соло албума Рајка Којића — Не буди ме без разлога.
Крајем 1983. и почетком 1984. године свирао је на првом соло албуму Момчила Бајагића Бајаге, Позитивна географија, који је објављен 26. јануара 1984. године. Убрзо након тога постао је стални члан Бајаге и Инструктора, са којима је радио као вокалиста на албуму Продавница тајни и као бубњар на албумима Са друге стране јастука, Јахачи магле, Продавница тајни, The Best Of Bajaga & Instruktori и другим пројектима.
Као бубњар, аранжер и текстописац радио је песме за Бијело дугме, Бајагу, YU grupu и многе друге.

## Дискографија

### Вокал
- Сунцокрет — Свиће нови дан/Твоја мама гунђа против мене (1979)
- Бајага и Инструктори — Продавница тајни (1988)

### Инструмент и перформанс
- Сунцокрет — Свиће нови дан/Твоја мама гунђа против мене (1979)
- Рајко Којић— Не буди ме без разлога (1983)
- Рибља чорба — Вечерас вас забављају музичари који пију (1984)
- Момчило Бајагић Бајага — Позитивна географија (1984)
- Бајага и Инструктори — Са друге стране јастука (1985)
- Бајага и Инструктори — Јахачи магле (1986)
- YU grupa — Од злата јабука, на песми Магле (1987)
- Дејан Цукић — Како те желим (1987)
- YU grupa — Има наде (1988)
- Бајага и Инструктори — Продавница тајни (1988)
- Бијело дугме — Ћирибирибела (1988)
- Бајага и Инструктори — The Best Of Bajaga & Instruktori (1989)
- Бајага и Инструктори — So Far ... The Best Of Bajaga & Instruktori (1993)
- Витешки плес — Долином љубави (1994)
- Ненад Стаматовић — Истина (1994)
- Бијело дугме — Има нека тајна веза, на песми Ево заклећу се (1994)
- Various — Да ли знаш да те волим, на песмама Када ходаш и Зажмури (1994)
- Рођа Раичевић — Обичан мушкарац (1995)
- Ненад Стаматовић — Вруће мокро клизаво (1997)
- Various — Музика без речи, на песми Бела ноћ (1998)
- Квартрет Драган Козарчића Нови Сад, квартет Injection Београд — Џез концерт уживо (2003)
- Бијело дугме — Антологија 2 ('84-'89) (2005)
- — Grinnin' in your face (2009)
- Срђан Марјановић — Последеи албум (2010)
- Бајага и Инструктори — Уживо у Словенији

### Текст и аранжман
- Бајага и Инструктори — Са друге стране јастука (1985)
- Бајага и Инструктори — Са друге стране јастука (сингл) на песмама Са друге стране јастука и 220 (1985)
- Бајага и Инструктори — Јахачи магле (1986)
- Various — Они су најбољи (1986)
- Бајага и Инструктори — Продавница тајни (1988)
- Бајага и Инструктори — The Best Of Bajaga & Instruktori, на песмама Живот је некад сив некад жут, 442 до Београда, Плави сафир и Неверујем (1989)
- Ми-Лун — Дал да пијем/Лун краљ поноћи (1989)
- Бајага и Инструктори —  So Far ... The Best Of Bajaga & Instruktori (1993)
- Various — Хитови осамдесетих вол. 4, на песми Зажмури (1994)
- Момчило Бајагић Бајага - Ни На Небу Ни На Земљи, на песмама 442 до Београда и Горе доле (1994)
- Various — Рок легенде на песми 442 до Београда (1997)
- YU rock misija — За милион година на песми  442 до Београда (1998)
- Various — YU balade 10 на песми 442 до Београда (1999)
- Various — YU pop vremeplov на песми Види шта сам јој урадио од песме мама (1999)
- Бајага — Баладе (2000)
- Бајага — Хитови (2000)
- Various — Поп-рок осамдесетих 1, на песми Француска љубавна револуција (2001)
- Various — Поп-рок експрес 2, на песми Зажмури (2001)
- Various — Поп вол. 2, на песми Добро јутро џезери (2005)
- — Grinnin' in your face (2009)